# 父と暮せば
『父と暮せば』（ちちとくらせば）は、井上ひさしによる戯曲。こまつ座第34回公演として鵜山仁演出で1994年9月に初演。『新潮』1994年10月号に掲載され、1998年5月に新潮社より刊行された。原爆投下後の広島を舞台に被爆した父の亡霊と娘を描いた二人芝居で、『木の上の軍隊』『母と暮せば』へと続くこまつ座「戦後“命”の三部作」の第1作と位置づけられる。井上ひさしの代表作である。第2回読売演劇大賞優秀作品賞受賞作。
黒木和雄監督により2004年に映画化された。

## 概要
原爆投下後の広島を舞台にした二人芝居。広島で一人だけ生き残った負い目から「しあわせになってはいけんのじゃ」と恋を禁じた女性のもとに、亡くなった父親の幻が現れて「わしの分まで生きてちょんだい」と励まし、見守る物語。「戦争」をライフワークとした井上ひさしは、1994年初演の前口上で「おそらく私の一生は、ヒロシマとナガサキとを書き終えたときに終わるだろう」と話した。井上は厖大な資料を集め、時間をかけてアイデアを練り直す作家で、本作の創作にあたり、私家版の広島弁の辞書まで作っていたといわれる。
こまつ座第三十四回公演として1994年9月にすまけい、梅沢昌代により初演（鵜山仁演出）。第2回読売演劇大賞の優秀作品賞、優秀演出家賞（鵜山仁）、優秀女優賞（梅沢昌代）を受賞。以後、全国公演にて日本各地で上演され、モスクワ（2001年）や香港（2004年）など海外公演も行われた。
2008年からは辻萬長、栗田桃子が父娘役を演じ（鵜山仁演出）、第8回朝日舞台芸術賞 寺山修司賞（栗田桃子）、第45回紀伊國屋演劇賞 個人賞（栗田桃子）を受賞。2015年7月には通算500回上演を達成。
また、2004年に映画化（黒木和雄監督） 。2006年に日独対訳版の「Die Tage mit Vater」が出版されている。

## あらすじ
昭和23年の広島。福吉美津江の自宅。
美津江は、父・竹造と二人で暮らしている。竹造は原爆の直撃を受けて死亡したはずなのだが、幻となって美津江の前に現れたのである。美津江は明るく快活だが、心の奥では原爆投下を生き残ってしまったことへの罪悪感（サバイバーズ・ギルト）をもっており、勤め先である図書館で原爆の資料を集める木下という青年から好意を寄せられているものの、死者への申し訳なさから親密になれないでいる。竹造は、美津江の日々の話し相手として、彼女を楽しませ、ときに諭し、助言を与える。
美津江は、木下から故郷の岩手に一緒に行こうと誘われたと竹造に告げる。竹造は、それは結婚の申込みで、ぜひ行くべきだと言うが、美津江はまたも逃げようとする。そして父と娘の最後の会話が始まる。

## 登場人物
福吉竹造
父。
福吉美津江
娘。

## 公演

### こまつ座公演
- 第34回公演（1994年9月、出演：すまけい、梅沢昌代）
- 第38回公演（1995年8月、出演：すまけい、梅沢昌代）
- 第39回公演（1995年11月 - 12月、出演：すまけい、梅沢昌代）
- 第45回公演（1997年8月、出演：すまけい、梅沢昌代）
- 第49回公演（1998年6月 - 7月、出演：前田吟、春風ひとみ）
- 第52回公演（1999年5月 - 6月、出演：沖恂一郎、斉藤とも子）
- 第59回公演（2000年8月 - 9月、出演：沖恂一郎、斉藤とも子）
- 第62回公演（2001年6月、出演：沖恂一郎、斉藤とも子）
- 第73回公演（2004年7月 - 8月、出演：西尾まり、辻萬長）
- 第77回公演（2005年6月、出演：西尾まり、辻萬長）
- 第85回公演（2008年6月、出演：栗田桃子、辻萬長）
- 第90回公演（2010年8月、出演：栗田桃子、辻萬長）
- 第94回公演（2011年8月、出演：辻萬長、栗田桃子）
- 第110回公演（2015年7月、出演：辻萬長、栗田桃子）
- 第122回公演（2018年6月、出演：山崎一、伊勢佳世）
- 第136回公演（2021年5月、出演：山崎一、伊勢佳世）
- 第154回公演（2025年7月-8月、出演：松角洋平、瀬戸さおり）

### こまつ座以外の公演
- 津嘉山正種が2006年から語りの舞台を続けている。（讀賣新聞、2007年8月2日）
- 野沢由香里（劇団青年座）が一人芝居として公演を続けている。（演出：井上大、2009年2月）
- 松村彩永が演劇ユニットnu-taを立ち上げ、2015年、2016年、2017年、2019年、2021年の5回公演をおこなう。（演出：増澤ノゾム）

### 海外公演
- フランス：カンパニー･パリ21、Quatre Jours avec mon Pere、日本大使館広報センタ他（1997年２月17日ｰ19日･４月21日、演出：柳川恒徳、出演：バルバラ･サルシ、小野地清悦）
- ロシア：こまつ座、父と暮せば、モスクワ･エトセトラ劇場（2001年6月5日ｰ7日、演出：鵜山仁、出演：斎藤とも子、沖恂一郎）
- イギリス：ichiza(一座)、The Face of Jizo、ロンドン Arcola Theatre（2007年10月23日−11月10日、演出：伊川東吾、出演：桜典子、楠原映二）
- アメリカ：ジャパンソサエティ、Japan Society NY（2023年8月8日、出演：愛世梨乃、末永ジュン）
- アメリカ：ジャパンソサエティ、Japan Society NY（2024年8月9日、出演：愛世梨乃、エディ 大野トール）

## 翻訳
英語、イタリア語、中国語、ドイツ語、フランス語、ロシア語、スペイン語、アラビア語の世界8か国語に翻訳されている。
英語
- Living with My Dad（ユキ・サトウ訳）
- The Face of Jizo（こまつ座 / ロジャー・パルバース訳）

フランス語
- Quatre jours avec mon pere（ミナコ・ツルタ訳）
- QUATRE JOURS AVEC MON PERE（井上事務所 / カンタン・コリーヌ訳）

ロシア語
- Жизнъ с отцом（米原万里訳）

ドイツ語
- Die Tage mit Vater（井上事務所・こまつ座 / イゾルデ・浅井訳）

イタリア語
- MIO PADRE（井上事務所・こまつ座 / フランコ・ジェルヴァジオ、青山愛訳）

中国語
- 和爸爸在一起（井上事務所・こまつ座 / 李錦埼訳）

スペイン語
- （下川絹訳）

アラビア語
- （ワリード・イブラヒム訳）

## 書誌情報
- 父と暮せば（1998年5月、新潮社、ISBN 978-4103023265）
- 父と暮せば（2001年2月1日、新潮文庫、ISBN 978-4101168289）
- 父と暮せば（2003年4月25日、新潮CD、出演：すまけい、斉藤とも子、ISBN 978-4108301269）

### 対訳
- 井上ひさし（著）、ロジャー・パルバース（訳）『父と暮せば 英文対訳』（2004年8月、こまつ座、ISBN 978-4-9902115-0-9）
- 井上ひさし（著）、イゾルデ・浅井（訳）『父と暮せば ドイツ語対訳』（2006年5月、井上事務所、ISBN 978-4-9902115-7-8）
- 井上ひさし（著）、フランコ・ジェルヴァジオ（訳）、青山愛（訳）『父と暮せば イタリア語対訳』（2006年8月、井上事務所、ISBN 978-4-9902115-9-2）
- 井上ひさし（著）、李錦琦（訳）『父と暮せば 日中対訳』（2007年8月、井上事務所、ISBN 978-4-9903157-1-9）
- 井上ひさし（著）、米原万里（訳）『父と暮せば ロシア語対訳』（2008年8月、井上事務所、ISBN 978-4-9903157-6-4）
- 井上ひさし（著）、カンタン・コリーヌ（訳）『父と暮せば フランス語対訳』（2010年8月、井上事務所、ISBN 978-4-904926-01-7）

## 映画

### スタッフ
- 原作：井上ひさし
- 監督：黒木和雄
- 脚本：黒木和雄、池田眞也
- 企画：深田誠剛
- 製作者：石川富康、川城和実、張江肇、金澤龍一郎、松本洋一、鈴木ワタル
- プロデューサー：河野聡、木谷奈津子、桑島雅直、奈良聡久、大橋孝史
- 撮影監督：鈴木達夫
- 美術監督：木村威夫
- 音楽：松村禎三
- 編集：奥原好幸
- VFX：マリンポスト
- スタジオ：日活撮影所
- 現像：東京現像所
- 特殊メイク：松井祐一
- タイトル：島田プロダクション
- 音響効果：福島音響
- MA：協映スタジオ
- 撮影協力：広島平和記念資料館、広島フィルムコミッション、ナック映像センター、中国新聞、横浜ゴム、原爆の図丸木美術館
- 特別協力：こまつ座
- 製作：衛星劇場、バンダイビジュアル、日本スカイウェイ、テレビ東京メディアネット、葵プロモーション、パル企画
- 配給：パル企画

### キャスト
- 福吉 美津江：宮沢りえ
- 父・竹造：原田芳雄
- 木下 正：浅野忠信

### 受賞
- 第47回ブルーリボン賞・主演女優賞 - 宮沢りえ
- 第78回キネマ旬報ベスト・テン 主演女優賞 - 宮沢りえ
- 第28回山路ふみ子映画賞
  - 映画賞
  - 女優賞 - 宮沢りえ
- 第17回日刊スポーツ映画大賞・石原裕次郎賞
  - 監督賞 - 黒木和雄
- 第29回報知映画賞
  - 助演男優賞 - 原田芳雄
- 第59回毎日映画コンクール
  - 監督賞 - 黒木和雄